# Битва при Атапуэрке
Битва при Атапуэрке произошла 1 сентября 1054 года между армиями братьев-королей Фердинанда I Кастильского и Гарсии III Наваррского.

## На пути к битве
После смерти молодого графа Кастилии Гарсии Санчеса в Леоне его родич король Наварры Санчо III Великий присоединил наследство шурина к своим владениям, а через пару лет и некоторые части леонского королевства. Перед смертью Санчо III разделил владения между детьми: Фердинанд получил графство Кастилию, Гарсия — королевство Наварру, включавшее Алаву, Монтес-де-Оку, Ла-Буреба, Трасмьера, Мериндадес).
В 1037 году король Бермудо III попытался силой захватить у Фердинанда I земли, отобранные Санчо Великим, и вернуть их Леону. Гарсия III Санчес пришёл на помощь к своему младшему брату. Это завещал ему отец, да и Фердинанд обещал ряд земель. Братья одержали победу.

## Версии конфликта
Однако гибель Бермудо III в сражении при Тамароне привела к ссоре братьев. Новым королём Леона стал Фердинанд I. Как король Леона он был заинтересован в том, чтобы вернуть те земли, которые были отобраны в пользу Наварры. В свою очередь Гарсия ревностно относился к успехам своего младшего брата, ставшего королём.
Это нашло своё отражение и в источниках. Хроники также по-разному описывают причины и ход столкновения братьев.
В написанной в XI веке «Хронике Силоса» сообщается, что Гарсиа настолько завидовал брату, что оказался при смерти. Когда Фердинанд навещал больного в Нахере, Гарсиа попытался его убить. После провала покушения Гарсия явился к младшему брату, чтобы помириться с ним, но Фердинанд приказал заковать старшего брата в цепи и заточить в крепость Cea. Когда Гарсии удалось бежать, он призвал на помощь ещё одного брата, Рамиро I Арагонского, и ряд тайф.

## Битва
Два войска встретились у Атапуэрки, находившейся на западных границах владений Гарсии. «Хроника Бургоса» и «Хроника королей Леона» констатируют: «король Гарсия убит братом своим Фердинандом при Атапуэрке». В «Анналах Компостеллы» написано, что король Гарсиа, сражаясь в битве при Атапуэрке с братом, был убит своим рыцарем Санчо Ордоньесом, у которого ранее обесчестил жену.
В «Хронике Нахеры» смерть Гарсии приписывается сторонникам покойного короля Леона Бермундо.

## Последствия
Наваррцы, провозгласив королём юного сына Гарсии Санчо IV, доставили тело покойного правителя в Нахеру. Фердинанд захватил часть наваррских земель на правом берегу реки Эбро (Монтес-де-Оку, Ла-Буребу, Трасмьеру, Мериндадес), но остальное королевство досталось Санчо.
Битва при Атапуэрке положила конец экспансии Наварры на запад. Поэтому Наварра сосредоточилась на юго-восточном направлении — против тайфы Сарагоса.

## Отражение в культуре
С 1996 года в августе на месте столкновения ежегодно проходит исторический фестиваль, который включает реконструкцию битвы при Атапуэрке.